# Франческа (имя)
Франче́ска (лат. Francesca) — женское имя итальянского происхождения, женская форма имени Франческо. 

## Этимология
Все исследователи сходятся в том, что имя имеет итальянское происхождение и происходит от слова «Франция» и что оно первоначально означало «французская», «француженка». В остальном, имеются различные версии. По одной из них, имя сперва образовалось в мужской форме «Франческо» и было прозвищем, которым богатый купец-текстильщик Пьетро Бернардоне звал своего сына Джованни в память о своей жене французского происхождения — позднее этот сын стал популярнейшим католическим святым, известным под именем Франциска Ассизского (итал. Francesco d’Assisi). Впоследствии большая популярность святого привела к тому, что этим именем стали называть новорождённых — как в мужской, так и в женской его форме. По другой версии, которая однако не противоречит первой, первоначально — начиная с XII века, «франческами» называли фактически брошенных жён, мужья которых отправлялись во Францию на длительный срок по коммерческим или иным делам. В этом значении слово употребляет в частности Данте. Позднее прозвище распространилось на волне популярности Франциска Ассизского уже как личное имя.

## Распространение
По данным на 2004 год, имя «Франческа» занимало 6 место по популярности для новорождённых девочек, родившихся и проживавших в Италии — 5728 человек (или 2,13 %) получили это имя. В двух областях Италии имя занимало первое место по популярности — в Молизе (51 человек; 4,28 %) и в Базиликате (109 человек; 4,22 %).